# Beauty and the Geek
Beauty and the Geek är en amerikansk tv-serie där attraktiva tjejer får möta mindre attraktiva killar. Under programmet ska nördarna i serien försöka lära tjejerna om några ämnen som till exempel Kemi. Tjejerna ska också dem lära ut något. De ska göra så att killarna blir självsäkrare när det gäller att dejta.